# ヨルク・シュライヒ
ヨルク・シュライヒ（Jörg Schlaich、1934年10月17日 - 2021年9月4日）は、ドイツの構造エンジニア。橋梁、長大屋根その他の複雑な構造物の創造的な設計で国際的に知られている。
彼は、構造設計コンサルティング会社シュライヒ・ベルガーマン・パートナー（schlaich bergermann partner）の共同設立者。
兄は建築家のブリジット・シュライヒ・ペテルハンス。
建築と土木工学を1953年から1955年までシュトゥットガルト大学で学び、1959年からはベルリン工科大学で学んだ。1959年から-1960年まで、米国クリーブランド にあるケース・ウェスタン・リザーブ大学で過ごす。
1963年、フリッツ・レオンハルト (de:Fritz_Leonhardt) によって設立された会社であるレオンハルト・アンドレーに入社。

## 著書
- 鉄道橋のデザインガイド―ドイツ鉄道の美の設計哲学 ドイツ鉄道 編(訳:増渕 基、鹿島出版会、2013年5月）